# Deronectes costipennis
Deronectes costipennis är en skalbaggsart som beskrevs av Michel Brancucci 1983. Deronectes costipennis ingår i släktet Deronectes och familjen dykare.

## Underarter
Arten delas in i följande underarter:
- D. c. costipennis
- D. c. gignouxi